# آنا کامپوری
آنا کامپوری (ایتالیایی: Anna Campori؛ ‏ ۲۲ سپتامبر ۱۹۱۷ – ۱۹ ژانویهٔ ۲۰۱۸) بازیگر اهل ایتالیا بود.
از فیلم‌ها یا مجموعه‌های تلویزیونی که وی در آن‌ها نقش داشته‌است، می‌توان به پیرینو، پزشک اس.ای.یو.بی.، نه ممنون، قهوه مرا عصبی می‌کند، چهار تفنگ‌دار و در پاسگاه پلیس رخ داد اشاره نمود.